# Сєдін Іван Корнійович
Іван Корнійович Сєдін (25 травня 1906, станиця Кужорська Майкопського відділу Кубанської області, тепер Майкопського району, Республіка Адигея, Російська Федерація — 3 січня 1972, місто Москва, РРФСР) — радянський діяч, нарком нафтової і текстильної промисловості СРСР, 1-й секретар Тамбовського та Івановського обкомів ВКП(б). Депутат Верховної Ради РРФСР 1-го скликання. Депутат Верховної Ради СРСР 2-го скликання. Член ЦК ВКП(б) (1939—1952). Герой Соціалістичної Праці (24.01.1944). Кандидат технічних наук (1961).

## Біографія
Народився в родині козака-бідняка. Батько, Корній Гурович, з початком Першої світової війни в 1914 році був призваний до російської імператорської армії, воював на Кавказі проти турецьких військ і загинув у 1916 році.
У 1917 році закінчив чотири класи двокласного училища в станиці Кужорській. Залишившись з матір'ю і молодшими дітьми, Іван Сєдін був змушений з 11 років наймитувати в заможних селян. З вересня 1918 по листопад 1920 року — наймит в заможному господарстві Горлова, у листопаді 1920 — листопаді 1921 року — наймит в заможному господарстві Дікова в станиці Кужорській.
У 1920 році зарахований бійцем кавалерійського ескадрону батальйону ЧОН (частин особливого призначення) Майкопського відділу, відзначився в боях проти козацьких антирадянських загонів. У 1921 році вступив в комсомол і два роки був секретарем комсомольського осередку батальйону ЧОН. З листопада 1921 по вересень 1924 року працював у господарстві матері в станиці Кужорській.
У вересні 1924 — червні 1928 року — студент Майкопського педагогічного технікуму.
Член ВКП(б) з квітня 1928 року.
З червня по вересень 1928 року — керівник осередкової роботи 25-го кавалерійського полку дивізії імені Голіна в Майкопі.
У вересні 1928 — березні 1930 року — завідувач школи 1-го ступеня № 2 станиці Гіагінської Майкопського округу. У 1929—1930 роках — голова колгоспу «Перша п'ятирічка» Майкопського району. У березні 1930 — квітні 1931 року — завідувач школи колгоспної молоді станиці Ханської Майкопського округу. Одночасно працював заступником голови Майкопської окружної спілки працівників просвіти.
У квітні 1931 — травні 1932 року — студент Академії комуністичного виховання імені Крупської в Москві. У травні 1932 — червні 1936 (лютому 1937) року — студент Московського хіміко-технологічного інституту (МХТІ) імені Менделєєва, інженер-технолог хімічного виробництва.
У червні 1936 — серпні 1937 року — начальник цеху Московського дослідного хіміко-харчового заводу при МХТІ імені Менделєєва. У серпні 1937 — січні 1938 року — заступник начальника цеху Московського авіаційного заводу № 39 імені Менжинского Наркомату авіаційної промисловості СРСР.
У лютому 1938 року — інструктор відділу керівних партійних органів ЦК ВКП(б).
19 березня — травень 1938 року — 2-й секретар Організаційного бюро ЦК ВКП(б) по Тамбовській області.
У травні — липні 1938 року — 1-й секретар Тамбовського обласного комітету ВКП(б).
У липні 1938 — жовтні 1939 року — в.о. 1-го секретаря, 1-й секретар Івановського обласного комітету ВКП(б).
У жовтні 1939 — липні 1940 року — 1-й заступник народного комісара нафтової промисловості СРСР.
3 липня 1940 — 30 листопада 1944 року — народний комісар нафтової промисловості СРСР.
У листопаді 1944 — травні 1945 року — в резерві ЦК ВКП(б).
23 травня 1945 — 28 грудня 1948 року — народний комісар (міністр) текстильної промисловості СРСР.
У грудні 1948 — жовтні 1949 року — заступник міністра легкої промисловості СРСР.
У жовтні 1949 року заарештований, а 4 жовтня 1949 року судовою колегією у кримінальних справах Верховного суду СРСР «за зловживання службовим становищем» засуджений до 8-ми місяців виправно-трудових робіт за місцем служби з утриманням 25 відсотків заробітної плати. «Зловживання» полягало в тому, що за заявою бідного інваліда-фронтовика Сєдін дав вказівку про виділення матеріальної допомоги у розмірі 1000 рублів, проте інвалід незабаром був заарештований і виявився відомим шахраєм-рецидивістом.
У листопаді 1949 — листопаді 1950 року — директор Карачаровського заводу пластмас Міністерства хімічної промисловості СРСР. У листопаді 1950 — квітні 1959 року — директор Дорогомиловського хімічного заводу імені Фрунзе в Москві.
У квітні 1959 — серпні 1961 року — заступник директора Інституту нафтохімічного синтезу АН СРСР.
У 1961—1964 роках — персональний пенсіонер союзного значення в Москві.
З січня 1964 року — директор Науково-дослідного інституту технології лакофарбних покриттів Міністерства хімічної промисловості СРСР в місті Хотьково Московської області.
Похований на Новодівочому цвинтарі Москви.

## Нагороди
- Герой Соціалістичної Праці (24.01.1944[1])
- два ордени Леніна (7.04.1939, 24.01.1944)
- два ордени Трудового Червоного Прапора (6.02.1942, 20.04.1971)
- медаль «За оборону Москви»
- медаль «За оборону Кавказу»
- медаль «За доблесну працю у Великій Вітчизняній війні 1941—1945 рр.»
- медаль «За доблесну працю. В ознаменування 100-річчя з дня народження Володимира Ілліча Леніна» (1970)